# Estadio de Shanghái
El Estadio de Shanghái (chino simplificado: 上海体育场; chino tradicional: 上海體育場; pinyin: Shànghǎi Tǐyùchǎng) es un estadio de fútbol situado en la ciudad de Shanghái, China, en el distrito de Xuhui. Fue una de las sedes del torneo de fútbol de los Juegos Olímpicos de 2008.
El estadio fue inaugurado en 1997, con motivo de la celebración en Shanghái de los octavos Juegos Nacionales de China. Es la sede del club Shanghai SIPG, que actualmente disputa la Superliga de China.
Entre 2020 y 2022, el estadio se reconstruyó por completo y la capacidad aumentó de 56.000 a 72.000. La pista de atletismo también se eliminó cuando el sitio se convirtió en un estadio específico de fútbol.